# Kamienica przy ulicy 3 Maja 18 w Katowicach
Kamienica przy ulicy 3 Maja 18 w Katowicach – narożna kamienica mieszkalno-handlowa w Katowicach, położona przy ulicy 3 Maja 18 (róg z ulicą Wawelską), w dzielnicy Śródmieście. Jest to jeden z najstarszych budynków przy tej ulicy, powstały w 1872 roku w stylu eklektycznym jako dom własny Schwartzera. 

## Historia

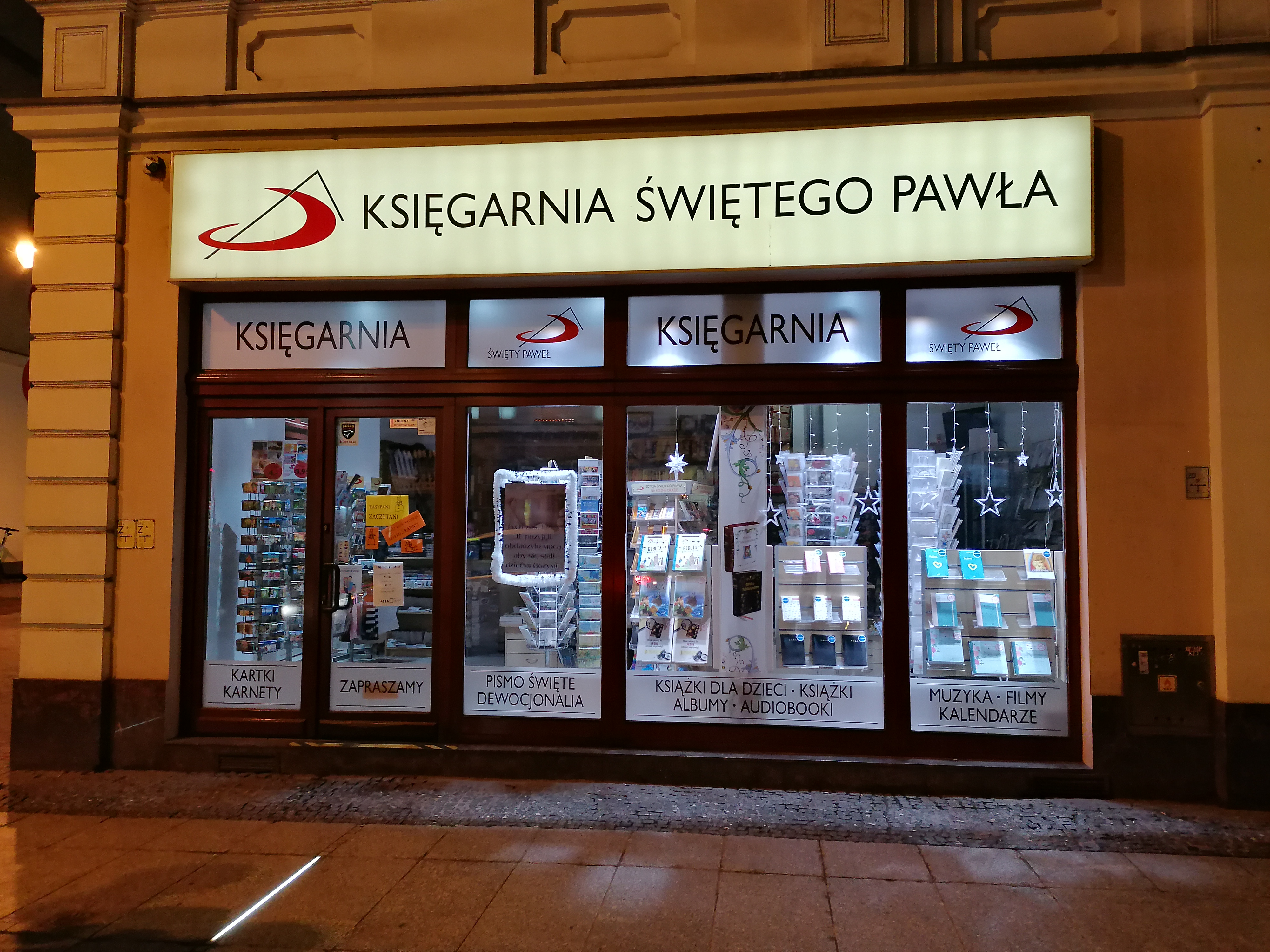
Księgarnia prowadzona przez Edycję Świętego Pawła na parterze kamienicy pod nr. 18 (2023)

Jest to jedna z najstarszych kamienic znajdujących się przy katowickiej ulicy 3 Maja. Została ona wzniesiona w 1872 roku, a zaprojektował ją budowniczy Schwartzer jako jego własny dom. Pierwotny projekt zakładał, że wszystkie okna parteru i podkreślonych osi centralnych miały mieć kształt łukowy, nadając budynkowi cechy stylu „okrągłych łuków”. Ostatecznie zrealizowano budynek znacznie różniący się od tego projektu. Zmieniono wykrój okien i dekoracje centralnego ryzalitu, przeobrażając jednocześnie cały styl kamienicy.
Jeszcze w 1872 roku właścicielem kamienicy został Czwiklitzer, a po nim jego spadkobiercy. David Czwiklitzer już w 1867 roku założył on przy późniejszej ulicy Wawelskiej 1 wytwórnię mydła i wód kolońskich. Zmarł on w 1916 roku, a zakład po nim przejął jego syn Adolf.
Pod koniec XIX wieku kamienica została przebudowana.
W 1935 roku właścicielem kamienicy był Czwiklitzer, a w budynku mieścił się jego skład mydła. Ponadto działały tutaj m.in.: skład zegarków Z. Kriegera, hurtownia biżuterii „Bi-Kol” czy pracownia futer.
Pod koniec lipca 2023 roku przy ulicy 3 Maja 18 w systemie REGON zarejestrowanych było 11 aktywnych przedsiębiorstw, w tym m.in.: pracownia projektowa, kancelaria adwokacka, katowicka placówka Centrum Edukacji Copernicus, księgarnia Edycji Świętego Pawła czy kantor.

## Charakterystyka

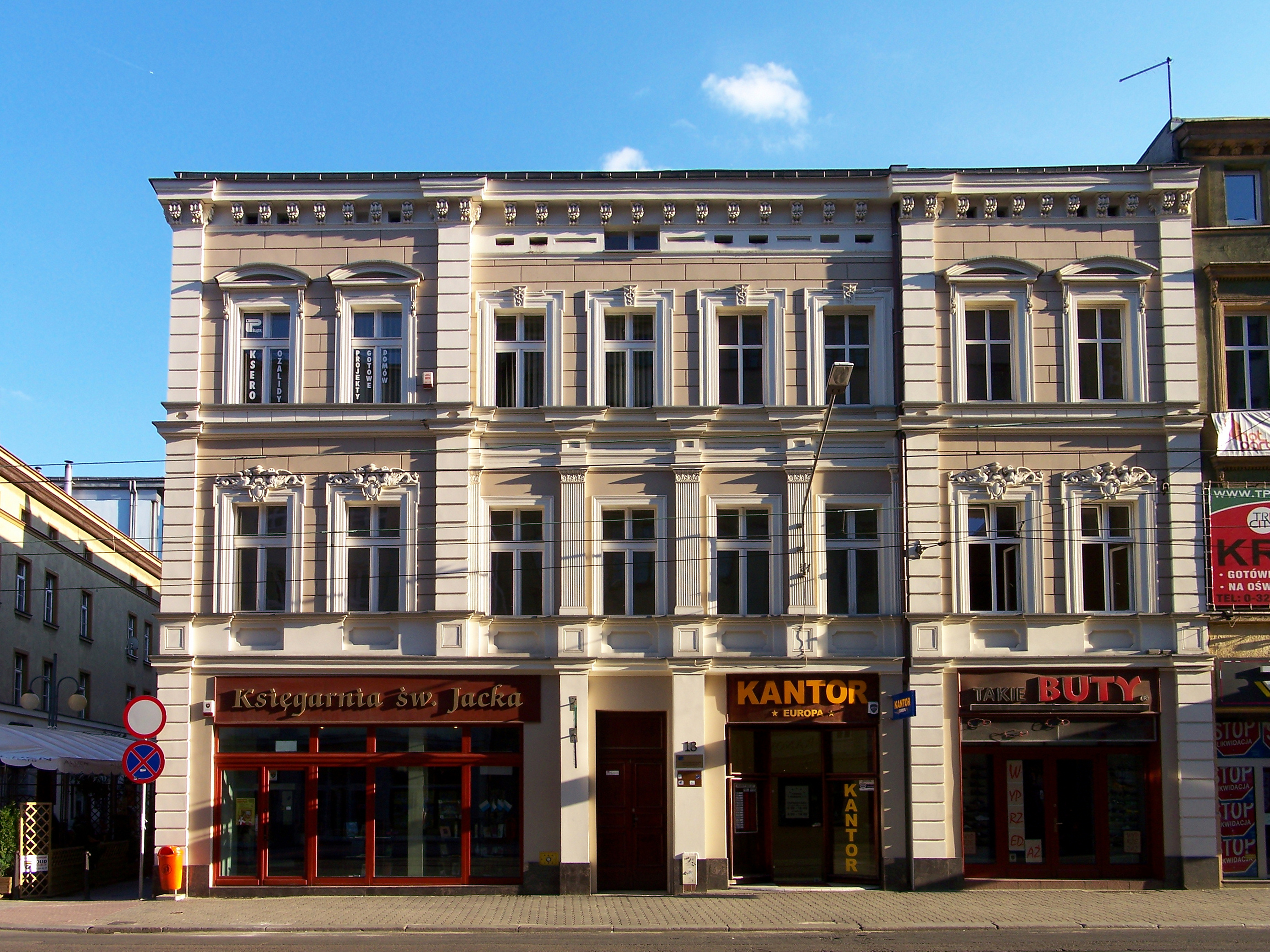
Frontowa elewacja (2008)

Kamienica mieszkalno-handlowa położona jest przy ulicy 3 Maja 18 (róg z ulicą Wawelską) w Katowicach, na obszarze dzielnicy Śródmieście, w narożu zwartej zabudowy ulicy.
Jest to budynek murowany z cegły, z tynkowanymi elewacjami, wzniesiony na planie zbliżonym do litery „U”, zwieńczony jednospadowym dachem. Powierzchnia zabudowy budynku wynosi 330 m². Liczy on 3 kondygnacje nadziemne i 1 podziemną.
Kamienica architektonicznie prezentuje styl eklektyczny (bądź historyzm). Elewacja frontowa (od strony ulicy 3 Maja) jest ośmioosiowa i symetryczna, a boczna (od strony ulicy Wawelskiej) czteroosiowa i niesymetryczna. Elewacje z obydwu stron na parterze są wtórnie przebudowane. Poziome podziały zostały zaakcentowane gzymsami podokiennymi, a pionowe lizenami biegnącymi na całej wysokości pięter oraz pilastrami. W części wschodniej kamienicy, do narożnika przylega ryzalit pozbawiony okien. Elewacja zamknięta jest gzymsem na konsolkach.
Okna kamienicy mają uszate obramienia, nad nimi umieszczono motywy rzeźbionych gryfów oraz kaduceuszy, a pod nimi płyciny. Stolarka okienna jest czterokwaterowa ze ślemieniem.
Brama przejazdowa znajduje się od strony ulicy Wawelskiej, a drzwi wejściowe do kamienicy od strony ulicy 3 Maja, na czwartej osi. Żelazne schody na klatce schodowej są kręte, na rzucie półeliptycznym, z drewnianymi tralkowanymi balustradami.
Kamienica wpisana jest do gminnej ewidencji zabytków miasta Katowice.